# Любартувский повет
Любартувский повет (пол. Powiat lubartowski) — повет (район) в Польше, входит как административная единица в Люблинское воеводство. Центр повета — город Любартув. Занимает площадь 1290,35 км². Население — 89 502 человека (на 31 декабря 2015 года).

## Административное деление
- города: Любартув, Коцк, Острув-Любельски
- городские гмины: Любартув
- городско-сельские гмины: Гмина Камёнка, Гмина Коцк, Гмина Острув-Любельски
- сельские гмины: Гмина Абрамув, Гмина Фирлей, Гмина Езожаны, Гмина Любартув, Гмина Михув, Гмина Недзвяда, Гмина Острувек, Гмина Серники, Гмина Усцимув

## Демография
Население повета дано на 31 декабря 2015 года.
| Перепись            | Всего  | Мужчины | Женщины |
| ------------------- | ------ | ------- | ------- |
| Всего               | 89 502 | 43 749  | 45 753  |
| Городское население | 27 887 | 13 350  | 14 537  |
| Сельское население  | 61 615 | 30 399  | 31 216  |